# 小行星79271
小行星79271（79271 Bellagio）是一颗绕太阳运转的小行星，为主小行星带小行星。该小行星于1995年9月28日发现。
該小行星以義大利科莫省的市鎮貝拉焦命名。

## 轨道参数
小行星79271的轨道半长轴为2.2310321 UA，离心率为0.194。